# Johannes Everhardus Rijnboutt
Johannes Everhardus Rijnboutt (Utrecht, 12 juli 1839 – Assen, 25 oktober 1900) was een Nederlands beeldhouwer, schilder en docent.

## Leven en werk
Rijnboutt was een zoon van Johannes Jacobus Rijnboutt en Maria Hendrika Gebing. Zowel zijn vader als zijn grootvader en oom Joannes Rijnbout waren beeldhouwers in Utrecht.
Hij was leerling van de Stadstekenschool in Utrecht, die was gevestigd in het gebouw voor Kunsten en Wetenschappen aan de Mariaplaats. Als leerling ontving hij diverse onderscheidingen voor zijn tekenwerk. In 1863 studeerde hij enige tijd aan de Kunstacademie Düsseldorf. Rijnbout exposeerde meerdere malen met zijn teken- en pleisterwerk. In mei 1868 exposeerde hij met familieleden bij het Genootschap Kunstliefde in het Gebouw voor Kunsten en Wetenschappen. Het Utrechts Provinciaal en Stedelijk Dagblad vermeldde daarover: "Behalve deze schilderwerken vinden wij nog eenige zeer schoone pleisterbeeldjes en boetseersels van den heeren Rijnbout, waarvan de student ons zeer behaagde. Houding en stand van dat beeldje zijn zeer goed. Bewonderenswaard is echter de Lorelei van J.E. Rijnbout; vorm en groepering verraden den kunstenaar en diepdenker. Dat werk belooft een schoone toekomst voor den vervaardiger."
Rijnboutt werd per 1 oktober 1868 aangesteld als leraar handtekenen aan de nieuwe Rijks Hogere Burgerschool (Assen). In 1870 behaalde hij de MO-akte voor rechtlijnig tekenen. Vanaf februari 1889 tot aan zijn pensioen per 1 mei van dat jaar was hij nog leraar hand- en rechtlijnig tekenen aan de Rijks Hogere Burgerschool (Sappemeer). Hij keerde daarna terug naar Assen.
Rijnboutt overleed op 61-jarige leeftijd in zijn woonplaats Assen. Zijn werk is opgenomen in de collecties van onder andere het Centraal Museum, het Rijksmuseum Amsterdam.

## Enkele werken
- 1874 Schoolplaat ter gelegenheid van het zilveren regeringsjubileum van koning Willem III, uitgeven door W.R. Casparie te Groningen.
- 1884 Tekeningen van vijf doopvonten voor het artikel "Oude doopvonten in Drenthe" van mr. W.L. Schiffer in de Nieuwe Drentse Volksalmanak, 3e jaargang (1885), p. 120-133.

## Afbeeldingen

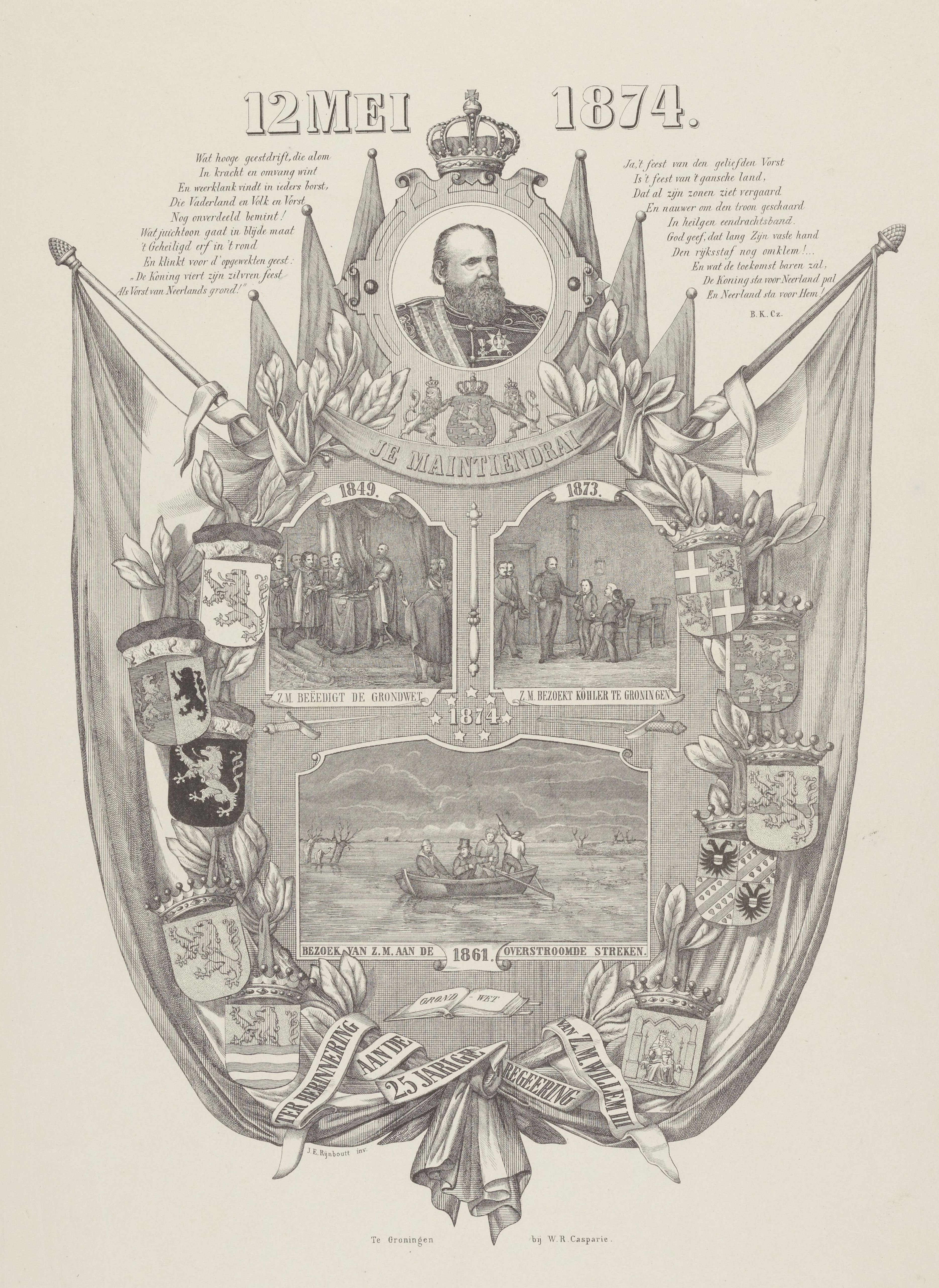
Gedenkplaat bij het 25-jarige regeringsjubileum van koning Willem III (1874)
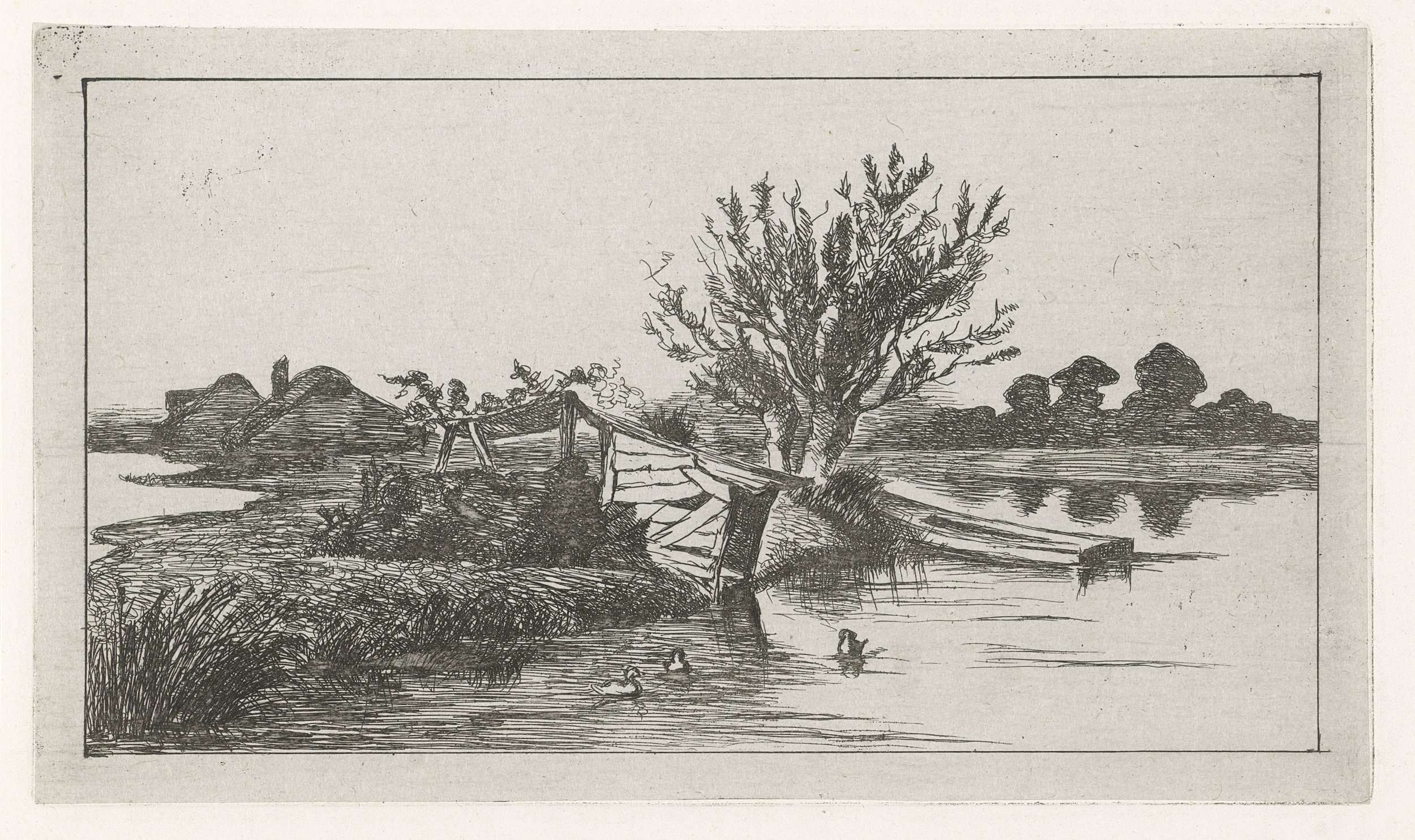
Riviergezicht met eenden en een vervallen schuur

- Biografisch Portaal: 53319561
- RKD-Nederlands Instituut voor Kunstgeschiedenis: 417109
- Virtual International Authority File: 9778158309872606690007